# Amy Macdonald/Diskografie
Diese Diskografie ist eine Übersicht über die musikalischen Werke der britischen Pop-Rock-Sängerin Amy Macdonald. Den Schallplattenauszeichnungen zufolge hat sie bisher mehr als 7,1 Millionen Tonträger verkauft. Ihre erfolgreichste Veröffentlichung ist das Debütalbum This Is the Life mit über 2,5 Millionen verkauften Einheiten. In Deutschland konnte sie bislang mehr als 2,8 Millionen Tonträger verkaufen.

## Alben

### Studioalben
| Jahr | Titel Musiklabel                                                  | Höchstplatzierung, Gesamtwochen, AuszeichnungChartplatzierungen (Jahr, Titel, Musiklabel, Platzierungen, Wochen, Auszeichnungen, Anmerkungen) | Höchstplatzierung, Gesamtwochen, AuszeichnungChartplatzierungen (Jahr, Titel, Musiklabel, Platzierungen, Wochen, Auszeichnungen, Anmerkungen) | Höchstplatzierung, Gesamtwochen, AuszeichnungChartplatzierungen (Jahr, Titel, Musiklabel, Platzierungen, Wochen, Auszeichnungen, Anmerkungen) | Höchstplatzierung, Gesamtwochen, AuszeichnungChartplatzierungen (Jahr, Titel, Musiklabel, Platzierungen, Wochen, Auszeichnungen, Anmerkungen) | Höchstplatzierung, Gesamtwochen, AuszeichnungChartplatzierungen (Jahr, Titel, Musiklabel, Platzierungen, Wochen, Auszeichnungen, Anmerkungen) | Anmerkungen                                                |
| Jahr | Titel Musiklabel                                                  | DE | AT | CH | UK | US | Anmerkungen                                                |
| ---- | ----------------------------------------------------------------- | --- | --- | --- | --- | --- | ---------------------------------------------------------- |
| 2007 | This Is the Life Mercury Records (UMG)                            | DE3 ×5Fünffachplatin · (102 Wo.)DE | AT3 ×2Doppelplatin · (82 Wo.)AT | CH1 ×5Fünffachplatin · (110 Wo.)CH | UK1 ×3Dreifachplatin · (77 Wo.)UK | US92 (2 Wo.)US | Erstveröffentlichung: 27. Juli 2007 Verkäufe: + 2.502.500  |
| 2010 | A Curious Thing Mercury Records (UMG)                             | DE1 ×2Doppelplatin · (77 Wo.)DE | AT1 Platin · (38 Wo.)AT | CH1 ×2Doppelplatin · (56 Wo.)CH | UK4 Platin · (32 Wo.)UK | — | Erstveröffentlichung: 8. März 2010 Verkäufe: + 1.000.000   |
| 2012 | Life in a Beautiful Light Mercury Records (UMG)                   | DE1 Platin · (33 Wo.)DE | AT1 (22 Wo.)AT | CH2 Platin · (38 Wo.)CH | UK2 Gold · (26 Wo.)UK | — | Erstveröffentlichung: 8. Juni 2012 Verkäufe: + 340.000     |
| 2017 | Under Stars Vertigo Records (UMG)                                 | DE2 Gold · (23 Wo.)DE | AT4 (21 Wo.)AT | CH1 Gold · (30 Wo.)CH | UK2 Silber · (9 Wo.)UK | — | Erstveröffentlichung: 17. Februar 2017 Verkäufe: + 170.000 |
| 2020 | The Human Demands BMG Rights Management (WMG)                     | DE4 (11 Wo.)DE | AT7 (3 Wo.)AT | CH2 (14 Wo.)CH | UK10 (3 Wo.)UK | — | Erstveröffentlichung: 30. Oktober 2020                     |
| 2025 | Is This What You’ve Been Waiting for? BMG Rights Management (UMG) | DE4 (4 Wo.)DE | AT3 (… Wo.)AT | CH3 (… Wo.)CH | UK8 (1 Wo.)UK | — | Erstveröffentlichung: 11. Juli 2025                        |

### Livealben
| Jahr | Titel Musiklabel                                               | Höchstplatzierung, Gesamtwochen, AuszeichnungChartplatzierungen (Jahr, Titel, Musiklabel, Platzierungen, Wochen, Auszeichnungen, Anmerkungen) | Höchstplatzierung, Gesamtwochen, AuszeichnungChartplatzierungen (Jahr, Titel, Musiklabel, Platzierungen, Wochen, Auszeichnungen, Anmerkungen) | Höchstplatzierung, Gesamtwochen, AuszeichnungChartplatzierungen (Jahr, Titel, Musiklabel, Platzierungen, Wochen, Auszeichnungen, Anmerkungen) | Höchstplatzierung, Gesamtwochen, AuszeichnungChartplatzierungen (Jahr, Titel, Musiklabel, Platzierungen, Wochen, Auszeichnungen, Anmerkungen) | Höchstplatzierung, Gesamtwochen, AuszeichnungChartplatzierungen (Jahr, Titel, Musiklabel, Platzierungen, Wochen, Auszeichnungen, Anmerkungen) | Anmerkungen                                                                        |
| Jahr | Titel Musiklabel                                               | DE | AT | CH | UK | US | Anmerkungen                                                                        |
| ---- | -------------------------------------------------------------- | --- | --- | --- | --- | --- | ---------------------------------------------------------------------------------- |
| 2011 | Love Love UK & European Arena Tour Live 2010 Concert Line (CL) | — | — | CH89 (1 Wo.)CH | — | — | Erstveröffentlichung: 4. Februar 2011                                              |
| 2017 | Under Stars – Live in Berlin EMI Music (UMG)                   | DE*DE | — | — | — | — | Erstveröffentlichung: 24. November 2017 * Verkäufe werden Under Stars hinzuaddiert |

### Kompilationen
| Jahr | Titel Musiklabel                                           | Höchstplatzierung, Gesamtwochen, AuszeichnungChartplatzierungen (Jahr, Titel, Musiklabel, Platzierungen, Wochen, Auszeichnungen, Anmerkungen) | Höchstplatzierung, Gesamtwochen, AuszeichnungChartplatzierungen (Jahr, Titel, Musiklabel, Platzierungen, Wochen, Auszeichnungen, Anmerkungen) | Höchstplatzierung, Gesamtwochen, AuszeichnungChartplatzierungen (Jahr, Titel, Musiklabel, Platzierungen, Wochen, Auszeichnungen, Anmerkungen) | Höchstplatzierung, Gesamtwochen, AuszeichnungChartplatzierungen (Jahr, Titel, Musiklabel, Platzierungen, Wochen, Auszeichnungen, Anmerkungen) | Höchstplatzierung, Gesamtwochen, AuszeichnungChartplatzierungen (Jahr, Titel, Musiklabel, Platzierungen, Wochen, Auszeichnungen, Anmerkungen) | Anmerkungen                             |
| Jahr | Titel Musiklabel                                           | DE | AT | CH | UK | US | Anmerkungen                             |
| ---- | ---------------------------------------------------------- | --- | --- | --- | --- | --- | --------------------------------------- |
| 2018 | Woman of the World (The Best of 2007–2018) EMI Music (UMG) | DE22 (4 Wo.)DE | AT29 (2 Wo.)AT | CH19 (10 Wo.)CH | UK46 (1 Wo.)UK | — | Erstveröffentlichung: 23. November 2018 |

### EPs
| Jahr | Titel Musiklabel                                       | Anmerkungen                                                                           |
| ---- | ------------------------------------------------------ | ------------------------------------------------------------------------------------- |
| 2021 | The Human Demands – Acoustic EP Infectious Music (BMG) | Erstveröffentlichung: 4. Juni 2021 Verkäufe werden in DE dem Studioalbum hinzuaddiert |

## Singles

### Als Leadmusikerin
| Jahr | Titel Album                                                                             | Höchstplatzierung, Gesamtwochen, AuszeichnungChartplatzierungen (Jahr, Titel, Album, Platzierungen, Wochen, Auszeichnungen, Anmerkungen) | Höchstplatzierung, Gesamtwochen, AuszeichnungChartplatzierungen (Jahr, Titel, Album, Platzierungen, Wochen, Auszeichnungen, Anmerkungen) | Höchstplatzierung, Gesamtwochen, AuszeichnungChartplatzierungen (Jahr, Titel, Album, Platzierungen, Wochen, Auszeichnungen, Anmerkungen) | Höchstplatzierung, Gesamtwochen, AuszeichnungChartplatzierungen (Jahr, Titel, Album, Platzierungen, Wochen, Auszeichnungen, Anmerkungen) | Höchstplatzierung, Gesamtwochen, AuszeichnungChartplatzierungen (Jahr, Titel, Album, Platzierungen, Wochen, Auszeichnungen, Anmerkungen) | Anmerkungen                                                   |
| Jahr | Titel Album                                                                             | DE | AT | CH | UK | US | Anmerkungen                                                   |
| ---- | --------------------------------------------------------------------------------------- | --- | --- | --- | --- | --- | ------------------------------------------------------------- |
| 2007 | Poison Prince This Is the Life                                                          | DE66 (8 Wo.)DE | — | CH58 (9 Wo.)CH | — | — | Erstveröffentlichung: 7. Mai 2007                             |
| 2007 | This Much Is True This Is the Life                                                      | — | — | — | — | — | Erstveröffentlichung: 25. Juni 2007                           |
| 2007 | Mr Rock & Roll This Is the Life                                                         | DE21 Gold · (41 Wo.)DE | AT19 (35 Wo.)AT | CH3 (65 Wo.)CH | UK12 Gold · (16 Wo.)UK | — | Erstveröffentlichung: 16. Juli 2007 Verkäufe: + 565.000       |
| 2007 | L.A. This Is the Life                                                                   | — | — | — | UK48 (2 Wo.)UK | — | Erstveröffentlichung: 15. Oktober 2007                        |
| 2007 | This Is the Life                                                                        | DE2 ×5Fünffachgold · (57 Wo.)DE | AT1 (52 Wo.)AT | CH2 Platin · (98 Wo.)CH | UK28 ×2Doppelplatin · (25 Wo.)UK | — | Erstveröffentlichung: 10. Dezember 2007 Verkäufe: + 2.256.500 |
| 2008 | Run This Is the Life                                                                    | DE36 (9 Wo.)DE | — | — | UK75 (1 Wo.)UK | — | Erstveröffentlichung: 3. März 2008                            |
| 2010 | Don’t Tell Me That It’s Over A Curious Thing                                            | DE6 (22 Wo.)DE | AT10 (22 Wo.)AT | CH4 Gold · (16 Wo.)CH | UK48 (2 Wo.)UK | — | Erstveröffentlichung: 26. Februar 2010 Verkäufe: + 15.000     |
| 2010 | Spark A Curious Thing                                                                   | DE56 (5 Wo.)DE | AT74 (1 Wo.)AT | CH62 (7 Wo.)CH | — | — | Erstveröffentlichung: 10. Mai 2010                            |
| 2010 | This Pretty Face A Curious Thing                                                        | DE49 (16 Wo.)DE | AT56 (2 Wo.)AT | — | — | — | Erstveröffentlichung: 19. Juli 2010                           |
| 2010 | Love Love A Curious Thing                                                               | — | — | — | — | — | Erstveröffentlichung: 4. Oktober 2010                         |
| 2010 | Your Time Will Come A Curious Thing                                                     | — | — | — | — | — | Erstveröffentlichung: 17. Dezember 2010                       |
| 2012 | Slow It Down Life in a Beautiful Light                                                  | DE38 Gold · (24 Wo.)DE | AT43 (22 Wo.)AT | CH24 (8 Wo.)CH | UK45 (3 Wo.)UK | — | Erstveröffentlichung: 4. Mai 2012 Verkäufe: + 150.000         |
| 2012 | Pride Life in a Beautiful Light                                                         | — | — | — | — | — | Erstveröffentlichung: 13. August 2012                         |
| 2012 | 4th of July Life in a Beautiful Light                                                   | — | — | — | — | — | Erstveröffentlichung: 22. Oktober 2012                        |
| 2017 | Dream On Under Stars                                                                    | — | — | CH32 (4 Wo.)CH | — | — | Erstveröffentlichung: 6. Januar 2017                          |
| 2017 | Automatic Under Stars                                                                   | — | — | — | — | — | Erstveröffentlichung: 24. März 2017                           |
| 2017 | Down By the Water Under Stars                                                           | — | — | — | — | — | Erstveröffentlichung: 11. Juli 2017                           |
| 2017 | This Christmas Day –                                                                    | — | — | — | — | — | Erstveröffentlichung: 1. Dezember 2017                        |
| 2018 | Woman of the World Woman of the World (The Best of 2007–2018)                           | — | — | — | — | — | Erstveröffentlichung: 7. September 2018                       |
| 2019 | This Time’s Everything Woman of the World (The Best of 2007–2018) (Super Deluxe Boxset) | — | — | — | — | — | Erstveröffentlichung: 27. Februar 2019                        |
| 2020 | The Hudson The Human Demands                                                            | — | — | — | — | — | Erstveröffentlichung: 28. August 2020                         |
| 2020 | Crazy Shade of Blue The Human Demands                                                   | — | — | — | — | — | Erstveröffentlichung: 24. September 2020                      |
| 2020 | The Human Demands                                                                       | — | — | — | — | — | Erstveröffentlichung: 13. November 2020                       |
| 2020 | Fire The Human Demands                                                                  | — | — | — | — | — | Erstveröffentlichung: 4. Dezember 2020                        |
| 2021 | Statues The Human Demands                                                               | — | — | — | — | — | Erstveröffentlichung: 19. Februar 2021                        |
| 2021 | Bridges The Human Demands                                                               | — | — | — | — | — | Erstveröffentlichung: 14. Mai 2021                            |
| 2021 | What’s Up? –                                                                            | — | — | — | — | — | Erstveröffentlichung: 2. Juli 2021 Original: 4 Non Blondes    |
| 2025 | Is This What You’ve Been Waiting for?                                                   | — | — | — | — | — | Erstveröffentlichung: 23. April 2025                          |
| 2025 | Forward Is This What You’ve Been Waiting for?                                           | — | — | — | — | — | Erstveröffentlichung: 16. Mai 2025                            |
| 2025 | Can You Hear Me? Is This What You’ve Been Waiting for?                                  | — | — | — | — | — | Erstveröffentlichung: 18. Juni 2025                           |

### Als Gastmusikerin
| Jahr | Titel Album      | Höchstplatzierung, Gesamtwochen, AuszeichnungChartplatzierungen (Jahr, Titel, Album, Platzierungen, Wochen, Auszeichnungen, Anmerkungen) | Höchstplatzierung, Gesamtwochen, AuszeichnungChartplatzierungen (Jahr, Titel, Album, Platzierungen, Wochen, Auszeichnungen, Anmerkungen) | Höchstplatzierung, Gesamtwochen, AuszeichnungChartplatzierungen (Jahr, Titel, Album, Platzierungen, Wochen, Auszeichnungen, Anmerkungen) | Höchstplatzierung, Gesamtwochen, AuszeichnungChartplatzierungen (Jahr, Titel, Album, Platzierungen, Wochen, Auszeichnungen, Anmerkungen) | Höchstplatzierung, Gesamtwochen, AuszeichnungChartplatzierungen (Jahr, Titel, Album, Platzierungen, Wochen, Auszeichnungen, Anmerkungen) | Anmerkungen                                                                                 |
| Jahr | Titel Album      | DE | AT | CH | UK | US | Anmerkungen                                                                                 |
| ---- | ---------------- | --- | --- | --- | --- | --- | ------------------------------------------------------------------------------------------- |
| 2014 | Oh My Love Pride | DE35 Gold · (14 Wo.)DE | AT36 (4 Wo.)AT | CH24 (11 Wo.)CH | — | — | Erstveröffentlichung: 5. September 2014 Verkäufe: + 200.000; Rea Garvey feat. Amy Macdonald |

## Videoalben und Musikvideos

### Videoalben
| Jahr | Titel Musiklabel                                | Anmerkungen                                                                           |
| ---- | ----------------------------------------------- | ------------------------------------------------------------------------------------- |
| 2012 | Life in a Beautiful Light Mercury Records (UMG) | Erstveröffentlichung: 8. Juni 2012 Verkäufe werden in DE dem Studioalbum hinzuaddiert |

### Musikvideos
| Jahr | Titel                                 | Regie                |
| ---- | ------------------------------------- | -------------------- |
| 2007 | Poison Prince (3 Versionen)           | 3 Pronged Attack     |
| 2007 | Mr Rock & Roll                        |                      |
| 2007 | L.A.                                  | Dani Jacobs          |
| 2007 | This Is the Life                      | Lindy Heymann        |
| 2008 | Run                                   | Lindy Heymann        |
| 2010 | Don’t Tell Me That It’s Over          |                      |
| 2010 | Spark                                 |                      |
| 2010 | This Pretty Face                      |                      |
| 2010 | Love Love                             |                      |
| 2010 | Your Time Will Come                   |                      |
| 2012 | Slow It Down                          | Pip                  |
| 2012 | Pride                                 |                      |
| 2013 | 4th of July                           |                      |
| 2014 | Oh My Love                            | Christian Lang       |
| 2017 | Dream On                              |                      |
| 2017 | Automatic                             |                      |
| 2017 | Down by the Water                     |                      |
| 2017 | This Christmas Day                    |                      |
| 2018 | Woman of the World                    |                      |
| 2020 | The Hudson                            | Vera Comploj, Rubber |
| 2020 | Crazy Shade of Blue                   | Jackson Ducasse      |
| 2020 | Fire                                  | Jackson Ducasse      |
| 2021 | Statues                               | Jackson Ducasse      |
| 2021 | What’s Up?                            | Ben Lyonsmyth        |
| 2025 | Is This What You’ve Been Waiting for? |                      |
| 2025 | Can You Hear Me?                      | Chris Turner         |
| 2025 | I’m Done (Games That You Play)        | Chris Turner         |

## Promoveröffentlichungen
| Jahr | Titel Album                    | Anmerkungen                                                                       |
| ---- | ------------------------------ | --------------------------------------------------------------------------------- |
| 2008 | Fairytale of New York (Live) – | Erstveröffentlichung: 18. November 2008 Original: The Pogues feat. Kirsty MacColl |

## Sonderveröffentlichungen

### Alben
| Jahr | Titel Musiklabel                                              | Anmerkungen                                                    |
| ---- | ------------------------------------------------------------- | -------------------------------------------------------------- |
| 2007 | Live from Glasgow (iTunes Exclusive EP) Mercury Records (UMG) | Erstveröffentlichung: 1. Oktober 2007 Vertrieb nur über iTunes |
| 2008 | Essential Festival: Amy Macdonald Universal Music (UMG)       | Erstveröffentlichung: 16. Juni 2008 Mini-Kompilation           |
| 2010 | A Curious Thing (Live aus Berlin) Universal Music (UMG)       | Erstveröffentlichung: 2010 Fan-Geschenk                        |
| 2010 | iTunes Festival: London 2010 Mercury Records (UMG)            | Erstveröffentlichung: 21. Juli 2010 Vertrieb nur über iTunes   |
| 2022 | Don’t Tell Me That It’s Over Infectious Music (BMG)           | Erstveröffentlichung: 8. Juli 2022 Mini-Kompilation            |

| Jahr | Titel Musiklabel                                         | Anmerkungen                                                    |
| ---- | -------------------------------------------------------- | -------------------------------------------------------------- |
| 2010 | This Is the Life + A Curious Thing Universal Music (UMG) | Erstveröffentlichung: 28. Oktober 2011 Teil der „2-in-1“-Reihe |

| Jahr | Titel Musiklabel                                                    | Anmerkungen                                                                                             |
| ---- | ------------------------------------------------------------------- | --- |
| 2008 | This Is the Life (WDR2 Radio Concert Germany) Mercury Records (UMG) | Erstveröffentlichung: 2008                                                                              |
| 2010 | A Curious Thing (Special Orchestral Edition) Mercury Records (UMG)  | Erstveröffentlichung: 26. November 2010 mit der Deutschen Radio Philharmonie Saarbrücken-Kaiserslautern |

### Lieder
| Jahr | Titel Album                    | Anmerkungen                                                                                |
| ---- | ------------------------------ | ------------------------------------------------------------------------------------------ |
| 2006 | She’s Evil Of the Night EP     | Erstveröffentlichung: November 2006 Guillemots feat. Amy Macdonald                         |
| 2010 | Dead End Street See My Friends | Erstveröffentlichung: 29. Oktober 2010 Ray Davies feat. Amy Macdonald; Original: The Kinks |
| 2014 | Oh My Love Pride               | Erstveröffentlichung: 2. Mai 2014 Rea Garvey feat. Amy Macdonald                           |

| Jahr | Titel Album                                               | Anmerkungen                                                                                      |
| ---- | --------------------------------------------------------- | ------------------------------------------------------------------------------------------------ |
| 2013 | Fairytale of New York (Live) A Concert for Kirsty MacColl | Erstveröffentlichung: 25. Februar 2013 mit Dave Duffy; Original: The Pogues feat. Kirsty MacColl |
| 2013 | Tread Lightly (Live) A Concert for Kirsty MacColl         | Erstveröffentlichung: 25. Februar 2013 Original: Kirsty MacColl                                  |
| 2014 | Waiting for a Star to Fall BBC Radio 2: Sounds of the 80s | Erstveröffentlichung: 21. November 2014 Original: Boy Meets Girl                                 |

| Jahr | Titel Soundtrack              | Anmerkungen                            |
| ---- | ----------------------------- | -------------------------------------- |
| 2009 | This Is the Life Zweiohrküken | Erstveröffentlichung: 4. Dezember 2009 |
| 2011 | Your Time Will Come Kokowääh  | Erstveröffentlichung: 4. Februar 2011  |

## Statistik

### Chartauswertung
|                     | DE    | AT    | CH    | UK    | US    |
| ------------------- | ----- | ----- | ----- | ----- | ----- |
| Nummer-eins-Alben   | DE2DE | AT2AT | CH3CH | UK1UK | US—US |
| Top-10-Alben        | DE6DE | AT6AT | CH6CH | UK6UK | US—US |
| Alben in den Charts | DE7DE | AT7AT | CH8CH | UK7UK | US1US |

|                       | DE    | AT    | CH    | UK    | US    |
| --------------------- | ----- | ----- | ----- | ----- | ----- |
| Nummer-eins-Singles   | DE—DE | AT1AT | CH—CH | UK—UK | US—US |
| Top-10-Singles        | DE2DE | AT2AT | CH3CH | UK—UK | US—US |
| Singles in den Charts | DE9DE | AT7AT | CH8CH | UK6UK | US—US |

### Auszeichnungen für Musikverkäufe
| Goldene Schallplatte - Belgien - 2009: für die Single Mr Rock & Roll - Frankreich - 2008: für das Album This Is the Life - Griechenland - 2009: für das Album This Is the Life - Irland - 2007: für das Album This Is the Life - Italien - 2009: für das Album This Is the Life - Norwegen - 2009: für das Album This Is the Life - Polen - 2009: für das Album This Is the Life - 2012: für das Album Life in a Beautiful Light - Russland - 2008: für das Album This Is the Life - Schweden - 2008: für das Album This Is the Life - 2009: für die Single This Is the Life - Spanien - 2009: für das Album This Is the Life | Platin-Schallplatte - Belgien - 2008: für die Single This Is the Life - 2010: für das Album A Curious Thing - Dänemark - 2008: für das Album This Is the Life - 2025: für die Single This Is the Life - Europa - 2012: für das Album A Curious Thing - Italien - 2021: für die Single This Is the Life 2× Platin-Schallplatte - Belgien - 2010: für das Album This Is the Life - Europa - 2008: für das Album This Is the Life - Niederlande - 2008: für das Album This Is the Life - Spanien - 2009: für die Single This Is the Life |

Anmerkung: Auszeichnungen in Ländern aus den Charttabellen bzw. Chartboxen sind in ebendiesen zu finden.
| Land/RegionAuszeichnungen für Musikverkäufe (Land/Region, Auszeichnungen, Verkäufe, Quellen) | Silber  | Gold       | Platin       | Verkäufe    | Quellen                                                        |
| -------------------------------------------------------------------------------------------- | ------- | ---------- | ------------ | ----------- | -------------------------------------------------------------- |
| Belgien (BRMA)                                                                               | —       | Gold1      | 4× Platin4   | 135.000     | ultratop.be                                                    |
| Dänemark (IFPI)                                                                              | —       | —          | 2× Platin2   | 130.000     | ifpi.dk                                                        |
| Deutschland (BVMI)                                                                           | —       | 5× Gold5   | 10× Platin10 | 2.850.000   | musikindustrie.de                                              |
| Europa (IFPI)                                                                                | —       | —          | 3× Platin3   | (3.000.000) | ifpi.org (Memento vom 15. Oktober 2013 im Internet Archive)    |
| Finnland (IFPI)                                                                              | —       | —          | —            | 8.857       | ifpi.fi                                                        |
| Frankreich (SNEP)                                                                            | —       | Gold1      | —            | 75.000      | snepmusique.com                                                |
| Griechenland (IFPI)                                                                          | —       | Gold1      | —            | 5.000       | Einzelnachweise                                                |
| Irland (IRMA)                                                                                | —       | Gold1      | —            | 7.500       | irishcharts.ie                                                 |
| Italien (FIMI)                                                                               | —       | Gold1      | Platin1      | 105.000     | fimi.it                                                        |
| Niederlande (NVPI)                                                                           | —       | —          | 2× Platin2   | 140.000     | nvpi.nl                                                        |
| Norwegen (IFPI)                                                                              | —       | Gold1      | —            | 15.000      | ifpi.no (Memento vom 5. November 2012 im Internet Archive)     |
| Österreich (IFPI)                                                                            | —       | —          | 3× Platin3   | 60.000      | ifpi.at                                                        |
| Polen (ZPAV)                                                                                 | —       | 2× Gold2   | —            | 20.000      | olis.pl                                                        |
| Russland (NFPF)                                                                              | —       | Gold1      | —            | 10.000      | 2m-online.ru (Memento vom 24. Januar 2009 im Internet Archive) |
| Schweden (IFPI)                                                                              | —       | 2× Gold2   | —            | 30.000      | sverigetopplistan.se                                           |
| Schweiz (IFPI)                                                                               | —       | 2× Gold2   | 9× Platin9   | 295.000     | hitparade.ch: #1 #2 musikwoche.de: #1 #2                       |
| Spanien (Promusicae)                                                                         | —       | Gold1      | 2× Platin2   | 110.000     | elportaldemusica.es promusicae.es                              |
| Vereinigtes Königreich (BPI)                                                                 | Silber1 | 2× Gold2   | 6× Platin6   | 2.960.000   | bpi.co.uk                                                      |
| Insgesamt                                                                                    | Silber1 | 21× Gold21 | 42× Platin42 |             |                                                                |